# Taean
Taean (kor. 대안군, Taean-gun) – powiat w Korei Północnej, w prowincji P’yŏngan Południowy. W 2008 roku liczył 77 219 mieszkańców. Graniczy z powiatami: Kangsŏ i Ch’ŏllima od północy, Ryonggang od północnego zachodu, z należącą do miasta Nampo dzielnicą Hanggu od zachodu, a także od wschodu z miastem Songnim (prowincja Hwanghae Północne) oraz z będącym częścią stolicy kraju, Pjongjangu, powiatem Kangnam. Powiat znajduje się nad Morzem Żółtym, określanym w Korei Północnej jako Morze Zachodniokoreańskie. Przez powiat przebiega linia kolejowa Taean, łącząca stacje Taean Towarowy i Kangsŏ w powiecie o tej samej nazwie.

## Historia
Przed wyzwoleniem Korei spod okupacji japońskiej, tereny należące do powiatu wchodziły w skład powiatów Kangsŏ oraz Ryonggang (konkretnie tworzyły miejscowość Sŏng'am w powiecie Kangsŏ oraz miejscowości Osin i Tami w powiecie Ryonggang). W obecnej formie powstał w marcu 1978 roku. W jego skład weszły wówczas tereny należące wcześniej do powiatu Kangsŏ: dzielnice robotnicze (kor. rodongjagu) Taean, Posan i Kangsŏn, a także miasteczko Kangsŏ (Kangsŏ-ŭp). Współczesny powiat Taean stał się wówczas miastem, w owym czasie złożonym z 31 osiedli (kor. dong). Jako samodzielne miasto Taean istniał zaledwie przez rok – w grudniu 1979 miasto to zostało włączone w granice administracyjne miasta Nampo i w marcu 1983 roku stało się jedynie dzielnicą tego miasta. Wówczas także Taean jako jednostka podziału administracyjnego powiększył się o wsie Osin, Wŏlmae i Tami, poprzednio wchodzące w skład powiatu Ryonggang. W styczniu 2004 roku wraz z dzielnicami Ch’ŏllima i Kangsŏ dzielnica Taean została przekształcona w powiat i włączona w granice prowincji P’yŏngan Południowy. W skład tej prowincji powiat Taean wchodzi do dziś.

## Podział administracyjny powiatu
W skład powiatu wchodzą następujące jednostki administracyjne:
| Nazwa jednostki administracyjnej | Rodzaj jednostki administracyjnej | Hangul   | Hancha   |
| -------------------------------- | --------------------------------- | -------- | -------- |
| Tŏksŏng-dong                     | osiedle                           | 덕성동   | 德性洞   |
| Ch'ungsŏng-dong                  | osiedle                           | 충성동   | 忠誠洞   |
| Kŭmsan-dong                      | osiedle                           | 금산동   | 金山洞   |
| Oksu-dong                        | osiedle                           | 옥수동   | 玉水洞   |
| Taean-dong                       | osiedle                           | 대안동   | 大安洞   |
| Ŭndŏk-dong                       | osiedle                           | 은덕동   | 恩德洞   |
| Taejŏng-dong                     | osiedle                           | 대정동   | 大井洞   |
| Saemaŭl-dong                     | osiedle                           | 새마을동 | 새마을洞 |
| Osin-ri                          | wieś                              | 오신리   | 吾新里   |
| Wŏlmae-ri                        | wieś                              | 월매리   | 月梅里   |
| Tami-ri                          | wieś                              | 다미리   | 多美里   |